# 丹麦的根希尔达

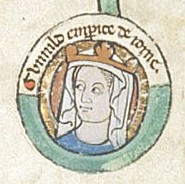
丹麦的根希尔达

丹麦的根希尔达（1020年—1038年7月18日）是丹麦克尼特林家族的一员，也是德意志王國的王后，其丈夫为萨利安王朝的亨利三世，两人于1036年成婚，但短短两年后根希尔达便因病去世。
根希尔达的父亲是克努特大帝，其父建立了由挪威、丹麦和英格兰构成的北海帝国，她的母亲是克努特的第二任妻子诺曼底的爱玛。根希尔达有一个同父同母的哥哥，即后来的国王哈德克努特，她有两个同父异母的哥哥，一个是挪威国王斯文，一个是英格兰国王飞毛腿哈罗德，她还有两个同母异父的哥哥，宣信者爱德华和显贵者阿尔弗雷德。

## 生平
约1025年，根希尔达的父亲克努特为了稳固丹麦南部石勒苏益格公国与神圣罗马帝国北部荷尔斯泰因交界的边境，将年仅五岁的根希尔达送去德意志，与当时皇帝康拉德二世的儿子亨利订婚。1035年，克努特去世，和平协议在克努特死前正式签订。
1026年，亨利获封巴伐利亚公爵，称巴伐利亚的亨利六世。1028年，亨利正式加冕为德意志国王，称亨利三世。康拉德二世曾计划让亨利与拜占庭帝国皇帝君士坦丁八世的女儿联姻，但最终失败。1035年，根希尔达与亨利正式在班贝格订婚，次年在奈梅亨完婚。1037年，女儿比阿特丽斯出生。
1038年，康拉德皇帝率军前往意大利平定叛乱，在作战中与米兰大主教阿里伯特之间发生了激烈的争执。皇帝随后要求亨利率军前来支援，根希尔达便与丈夫一同远征意大利。在行军途中根希尔达产下了唯一的女儿比阿特丽斯。意大利的作战成功后，皇帝率军返回国内。然而在返程途中，军中爆发了传染病，根希尔达不幸染病去世，年仅18岁。
根希尔达的遗体被安葬在林堡修道院。由于亨利直到1039年才正式加冕为帝国皇帝，所以根希尔达并没能真正加冕为德意志王后和神圣罗马帝国皇后。